# Créchets
Créchets é uma comuna francesa na região administrativa de Occitânia, no departamento dos Altos Pirenéus. Estende-se por uma área de 0,97 km². Em 2010 a comuna tinha 58 habitantes (densidade: 59,8 hab./km²).